# Canis lupus italicus
El lobo itálico o italiano (Canis lupus italicus) es una subespecie de lobo (Canis lupus) endémica hasta hace poco tiempo de la península itálica. Recientemente no era considerada como subespecie pero estudios genéticos actuales demostraron ciertas particularidades que la diferencian del resto de subespecies de lobo euroasiático (Canis lupus lupus).

## Expansión de la especie
A principios de la década de 1970 se calcula quedaban en torno a un centenar de lobos en estado salvaje en Italia recluidos básicamente en los Apeninos, a partir de ese momento y gracias a las medidas proteccionistas de las autoridades locales y de los organismos internacionales la raza ha experimentado una recuperación sorprendente con un crecimiento superior al 7% anual, que hizo que la población de lobos en Italia en la actualidad se sitúe entre los 1.600 y los 1.900 ejemplares y se expanda por toda la cordillera y el norte del país. También los lobos han vuelto a ser vistos con cierta frecuencia en los Alpes, atravesando la frontera que separa Italia de Francia llegando a Suiza también, lo que ha supuesto la vuelta del lobo a Francia tras casi cien años de inexistencia. No obstante a ambos lados de la frontera en ocasiones se producen ataques al ganado lo que ha hecho a las autoridades francesas permitir la caza de algunos ejemplares para tratar de evitarlos, lo que perjudica la posible expansión de la especie. La expansión por Francia no queda en los Alpes, pues por casi todo el sur se tiene constancia de existencia de algunos ejemplares de lobos, llegando a notarse su presencia en los Pirineos, e incluso en el sistema ibérico, donde podría cruzarse con el lobo ibérico. En Francia en el febrero de 2016 se estimaban unos 300 ejemplares.
| El lobo italico - población |                              |                      |            |                                                              |                 |
| Estado                      | Número de lobos más probable | Año de la estimación | Tendencia  | Fuente                                                       | Año primer lobo |
| Italia                      | 3.307                        | 2021                 | en aumento | Istituto Superiore per la Protezione e la Ricerca Ambientale |                 |
| Francia                     | 921                          | 2022                 | en aumento | Office National de la Biodiversité                           | 1993            |
| Suiza                       | mínimo 80                    | 2019                 | en aumento | Dipartimento federale dell'Ambiente                          | 1995            |
| España                      | alrededor 16                 | 2019                 | estable    | Departamento de Medio ambiente de Cataluña                   | 1997            |

## El lobo italiano en España
En 1999 se tiene constancia de la posible presencia de lobos en la sierra del Cadí (norte de Cataluña), a partir de ese momento algunos de los ataques que sufrió el ganado de la zona se demuestran haber sido efectuados probablemente por lobos, lo que motivó que las autoridades locales y numerosos científicos y naturalistas independientes trataran de determinar la existencia o no de lobos en la zona, cuantificarlos y estudiar su posible procedencia. Se recogieron muestras biológicas, se instalaron trampas fotográficas y se rastrearon numerosas zonas obteniéndose resultados positivos, especialmente las huellas y fotografías confirmaron que en la zona había lobos. Las investigaciones para averiguar su procedencia se centraron en analizar genéticamente las muestras biológicas encontradas, heces y pelos entre otras, las cuales descartaron que fueran ejemplares híbridos con perros salvajes o que procedieran de alguna suelta ilegal, algo que se pensó por las características morfológicas de uno de los ejemplares fotografiados que se asemejaba a los lobos de las zonas nórdicas. 
El resultado de los análisis resultó sorprendente pues no procedían de las poblaciones noroccidentales de la península ibérica, por tanto no eran lobos ibéricos (Canis lupus signatus), tampoco eran lobos soltados intencionadamente procedente del norte de Europa, sino que eran lobos llegados de Italia pertenecientes a la subespecie (Canis lupus italicus) notándose que algunos de los ejemplares controlados por los restos genéticos en el Pirineo habían sido identificados en años anteriores en el sur de Francia a varios cientos de kilómetros del Pirineo español, lo que demostraba la expansión del lobo desde Italia hasta España en cuestión de pocos años. En la actualidad las muestras encontradas han permitido identificar a trece individuos diferentes, si bien no se tiene constancia del asentamiento de una manada en la zona.
La expansión del lobo itálico en España continuó por Cataluña y Aragón en los años 2020. En 2023 se observó un hecho insólito en la comarca del Bajo Aragón con la primera pareja consolidada de lobo itálico (el macho) y lobo ibérico (la hembra). Sería la primera vez que existen posibilidades reales de que se produzca un cruce entre lobo ibérico e itálico, después de más de 100 años en que ambas variedades han estado separadas por miles de kilómetros. Por el momento no se tiene constancia de que hayan tenido crías, pero la posibilidad abre la puerta a la hibridación entre lobo ibérico e itálico, un hecho significativo, ya que, en caso de haber reproducción, generaría una mayor diversidad genética de la especie.

## Hibridación con el perro
Es frecuente encontrar referencias hacia el lobo italiano que en realidad no se refieran a esta especie en su estado salvaje. Desde 1966, en que se llevó a cabo el cruce entre una loba salvaje y un pastor alemán, existe una raza de perros no reconocida internacionalmente denominada perro lobo italiano que si bien genéticamente lleva parte del lobo salvaje, su cría en cautividad y su uso doméstico le confieren condición de perro. Estos animales, que en la actualidad serían ligeramente más de medio millar, son empleados por guardabosques italianos dada su reconocida resistencia y carácter amigable hacia las personas con las que trabajan.
No es la primera vez que se realizan este tipo de cruces intencionadamente, en la antigua Checoslovaquia en 1955 se realizó igualmente con éxito el cruce entre lobos procedentes de los Cárpatos y pastores alemanes dando como resultado el perro lobo checoslovaco. En la actualidad en Italia existe un organismo para la protección de esta nueva raza.